# شيرين طعمة
شيرين طعمة (مواليد 26 مايو 1982 في الإسكندرية، مصر) هي لاعبة جمباز إيقاعي مصرية، شاركت في دورة الألعاب الأولمبية الصيفية — سيدني 2000، كأول من يمثل مصر في الجمباز الإيقاعي في الأولمبياد.

## المشاركة الأولمبية
الألعاب الأولمبية الصيفية 2000 — الجمبار الإيقاعي: فردي سيدات
| الترتيب |            |            |            |            | المجموع | الترتيب النهائي |
| ------- | ---------- | ---------- | ---------- | ---------- | ------- | --------------- |
| 23م     | 9.241 (24) | 9.250 (24) | 9.170 (24) | 9.141 (24) | 36.802  | 24              |

## روابط خارجية
- شيرين طعمة على موقع الاتحاد الدولي للجمباز (biography) (الإنجليزية)
- شيرين طعمة على موقع أوليمبيديا (الإنجليزية)